# Carl Pavano
Carl Anthony Pavano (né le 8 janvier 1976 à New Britain, Connecticut, États-Unis) est un lanceur droitier de baseball qui a évolué en Ligue majeure de 1998 à 2012.
Sa carrière est surtout marquée par de longues blessures. Il remporte toutefois la Série mondiale en 2003 avec les Marlins de la Floride et compte une sélection au match des étoiles en 2004.

## Carrière

### Expos de Montréal
Repéché par les Red Sox de Boston en 1994 avoir fréquenté la Southington High School à Southington (Connecticut), il est échangé aux Expos de Montréal en 1997. Il fait ses débuts en Ligue majeure sous l'uniforme des Expos puis est transféré chez les Marlins de la Floride au milieu de la saison 2002. 

### Marlins de la Floride
Il devient un élément important de l'équipe des Marlins et est particulièrement efficace lors de la victoire en Série mondiale 2003. Pavano confirme en 2004 avec 18 victoires pour 8 défaites et une moyenne de points mérités de 3,00. 
Devenu agent libre au terme de cette saison 2004, il signe chez les Yankees de New York un contrat de quatre saisons pour 40 millions de dollars. Ce contrat est paraphé le 30 décembre 2004.

### Yankees de New York
Après des débuts prometteurs sous les couleurs des Yankees (10 matches, 4 victoires, 2 défaites et une moyenne de points mérités de 3,69), Pavano se blesse en juin. Il passe de longues semaines sur la liste des blessés, disputant sept autres parties pour quatre défaites et aucune victoire en fin de saison 2005. La saison 2006 est totalement blanche pour Pavano, qui ne quitte jamais l'infirmerie. Blessé lors d'un match de pré-saison, il aurait dû faire son retour sur les terrains à la fin août, mais il se blesse alors dans un accident de la route. 
Pavano est le lanceur partant des Yankees lors du match d'ouverture de la saison 2007. Quinze jours plus tard, il rejoint à nouveau la liste des blessés. Il décide de se faire opérer de l'épaule ce qui l'écarte des terrains pour plus de seize mois. Après une mise en jambe en ligue mineure, il retrouve le monticule en Ligue majeure le 28 août 2008 à l'occasion d'un match opposant les Yankees aux Orioles de Baltimore. Le 14 septembre 2008, Pavano dispute son 24e match en quatre ans pour les Yankees. Lassée par ses blessures à répétition, la foule du Yankee Stadium le siffle copieusement quand il est remplacé en sixième manche.

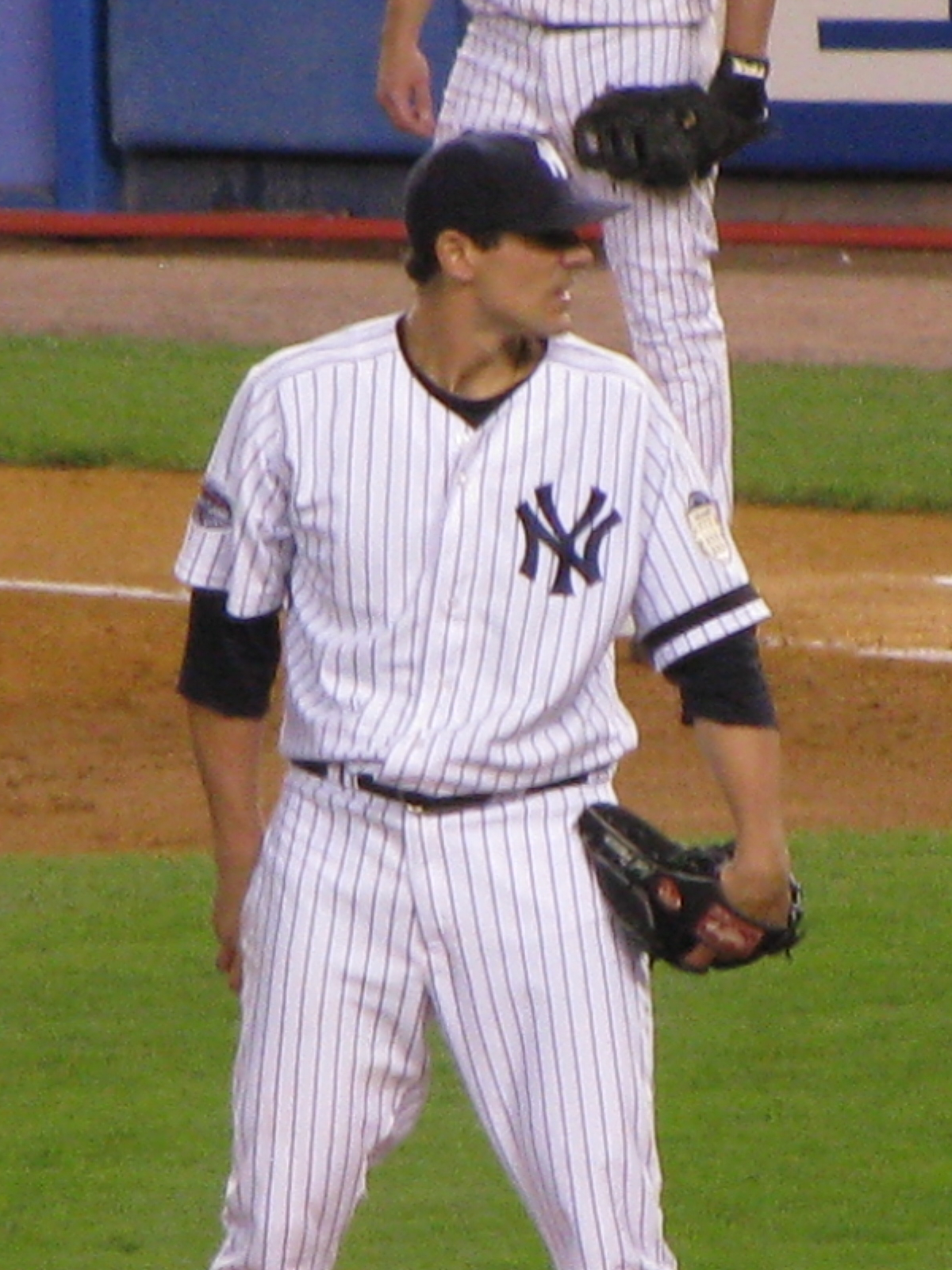
Carl Pavano avec les Yankees.

### Indians de Cleveland
Le 6 janvier 2009, Carl Pavano signe un contrat d'une saison pour 1,5 million de dollars chez les Indians de Cleveland.

### Twins du Minnesota
Pavano passe chez les Twins du Minnesota le 7 août 2009 en retour du lanceur droitier des ligues mineures Yohan Pino, puis accepte l'arbitrage salarial le 7 décembre 2009 pour rester chez les Twins en 2010.
En 2010, à 34 ans, le vétéran lanceur connaît sa meilleure saison depuis des années avec une fiche de 17 victoires contre 11 défaites. Il domine la Ligue américaine avec sept matchs complets, à égalité avec Cliff Lee et réussit deux blanchissages.
Devenu joueur autonome après sa seconde saison avec les Twins, Pavano et le club du Minnesota s'entendent en janvier 2011 sur un nouveau contrat de deux saisons qui rapportera au vétéran lanceur la somme de 16 millions et demi de dollars. Il avait reçu un salaire de sept millions pour l'année 2010.
En 2011, sa fiche est de 9 gains et 13 revers avec une moyenne de points mérités de 4,30 en 222 manches au monticule. Il réussit trois matchs complets, dont un blanchissage en 33 départs mais est aussi le lanceur des majeures qui accorde le plus de coups sûrs (262) à l'adversaire. De nouveau blessé, il n'effectue que 11 départs en 2012 et sa moyenne s'élève à 6,00 en 63 manches lancées. Il est sans contrat lorsque la saison 2013 s'amorce. Alors qu'il est agent libre entre les deux saisons, il trouve le moyen de se blesser de nouveau en janvier 2013 lorsqu'il doit subir l'ablation de la rate après un accident survenu chez lui au Connecticut en pelletant de la neige.